# Dilar taiwanensis
Dilar taiwanensis là một loài côn trùng trong họ Dilaridae thuộc bộ Neuroptera. Loài này được Banks miêu tả năm 1937.